# Cairo histórico
O Cairo histórico é a antiga cidade islâmica da capital egípcia, da Era Medieval. Entre a área urbana moderna do Cairo encontra-se uma das cidades islâmicas mais antigas do mundo, com as suas famosas mesquitas, madraçais e fontes. Fundado no século X, transformou-se no novo centro do mundo islâmico, alcançando sua idade dourada no século XIV.
Entre os mais de 800 monumentos que abriga encontra-se a Mesquita de Alazar. Fundada em 970, é considerada a universidade mais antiga do mundo. Entre os monumentos destacam-se também a Mesquita de ibne Tulune, que data do século IX e é uma das maiores do mundo, o Mausoléu de imame xafiita, o maior túmulo islâmico do Egito, onde um dos santos islâmicos mais importantes foi enterrado, e a Cidadela, uma fortaleza medieval que foi o centro do poder egípcio durante 700 anos, com três mesquitas principais e grande quantidade de museus.
Em 1979 foi declarado Património Mundial da Organização das Nações Unidas para a Educação, a Ciência e a Cultura (UNESCO).

## Galeria

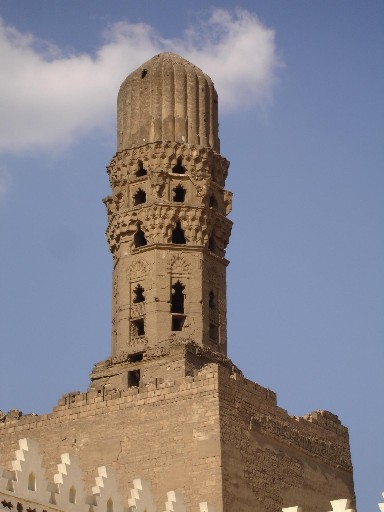
Mesquita de Aláqueme
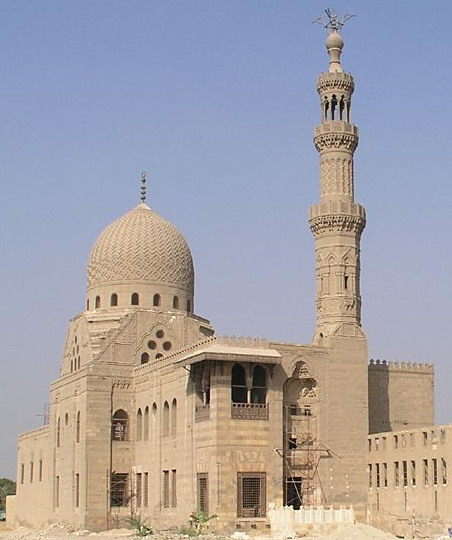
Complexo do emir Curcumas
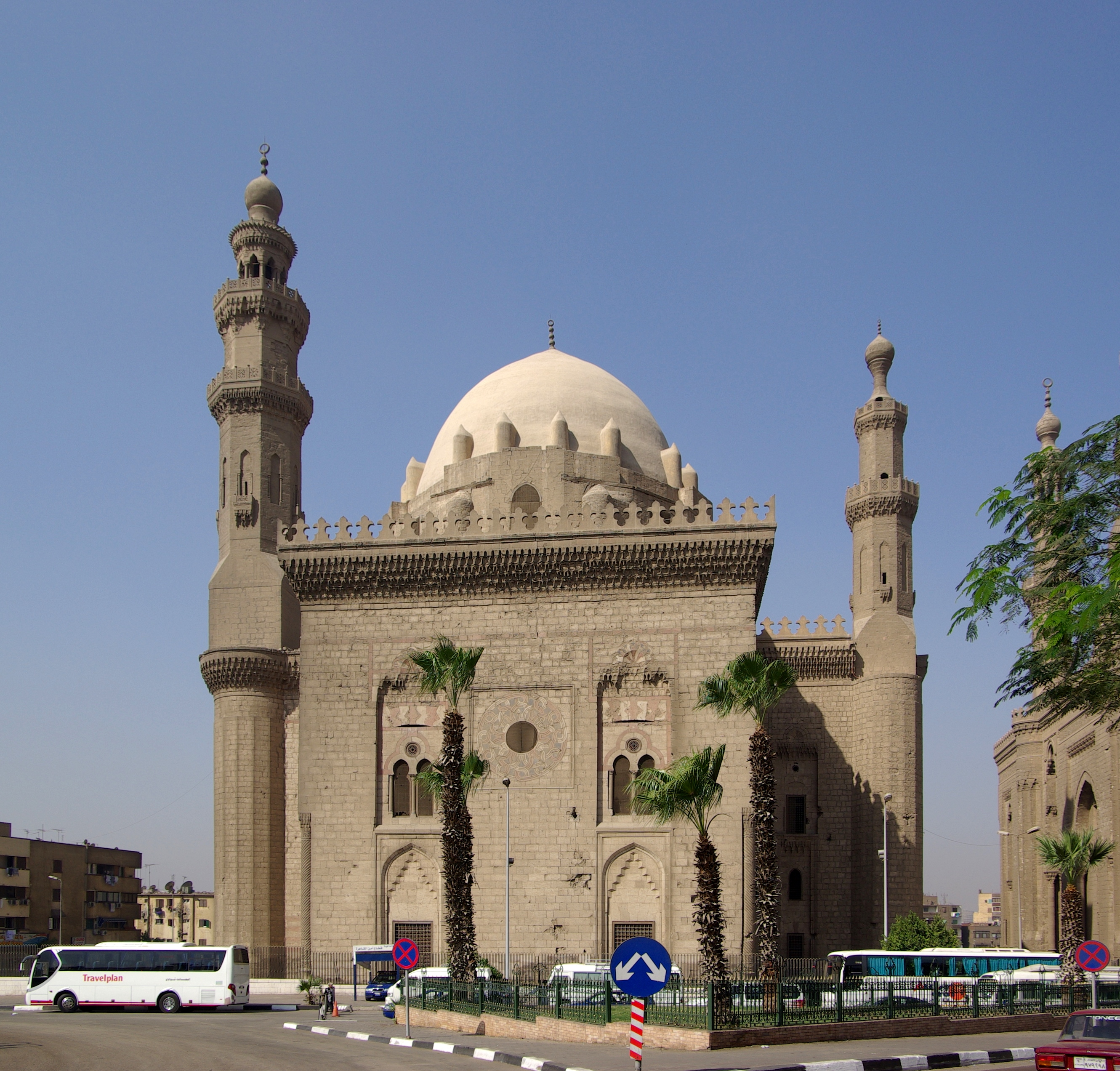
Mesquita de Haçane
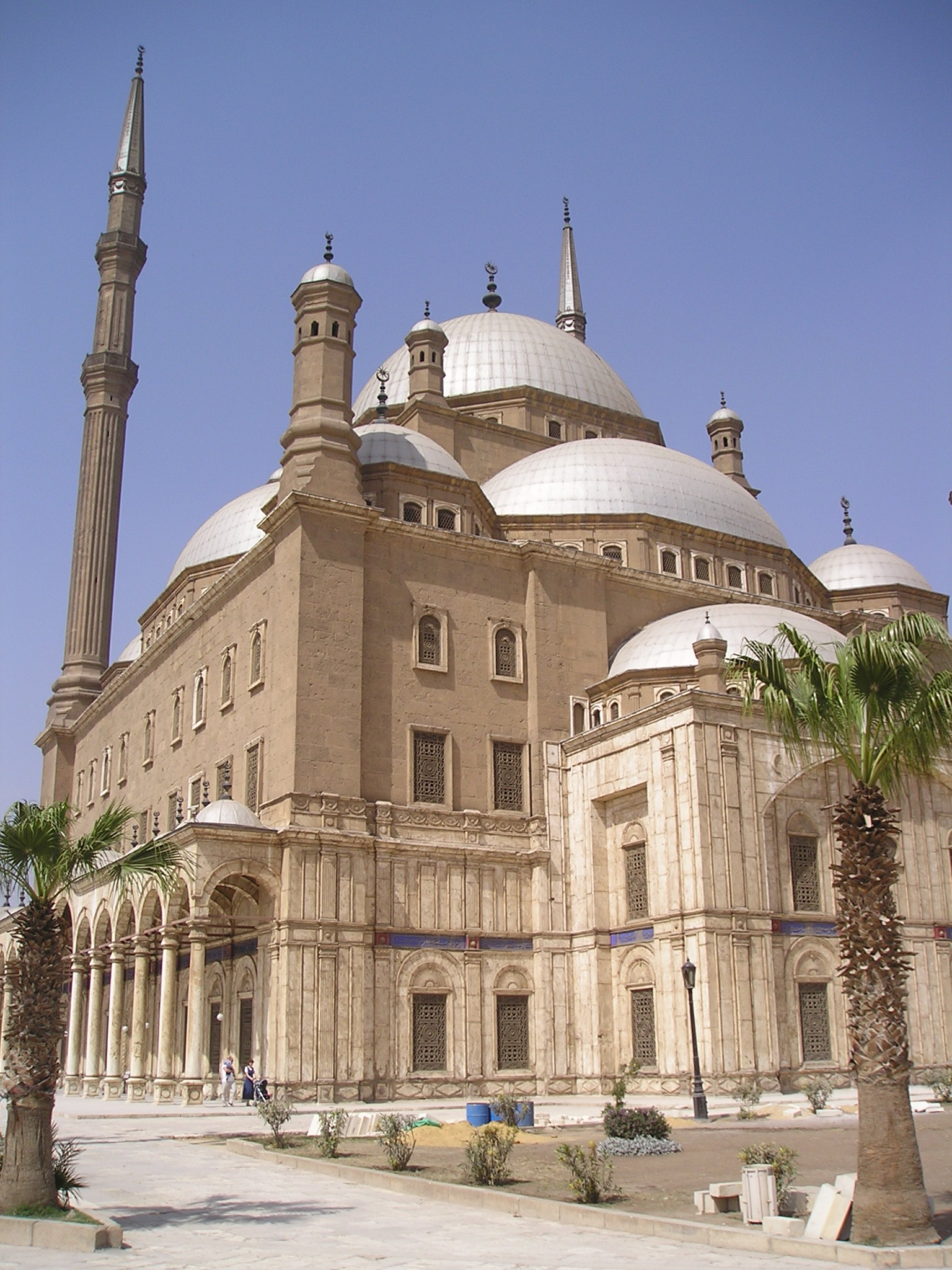
Mesquita de Nácer Maomé
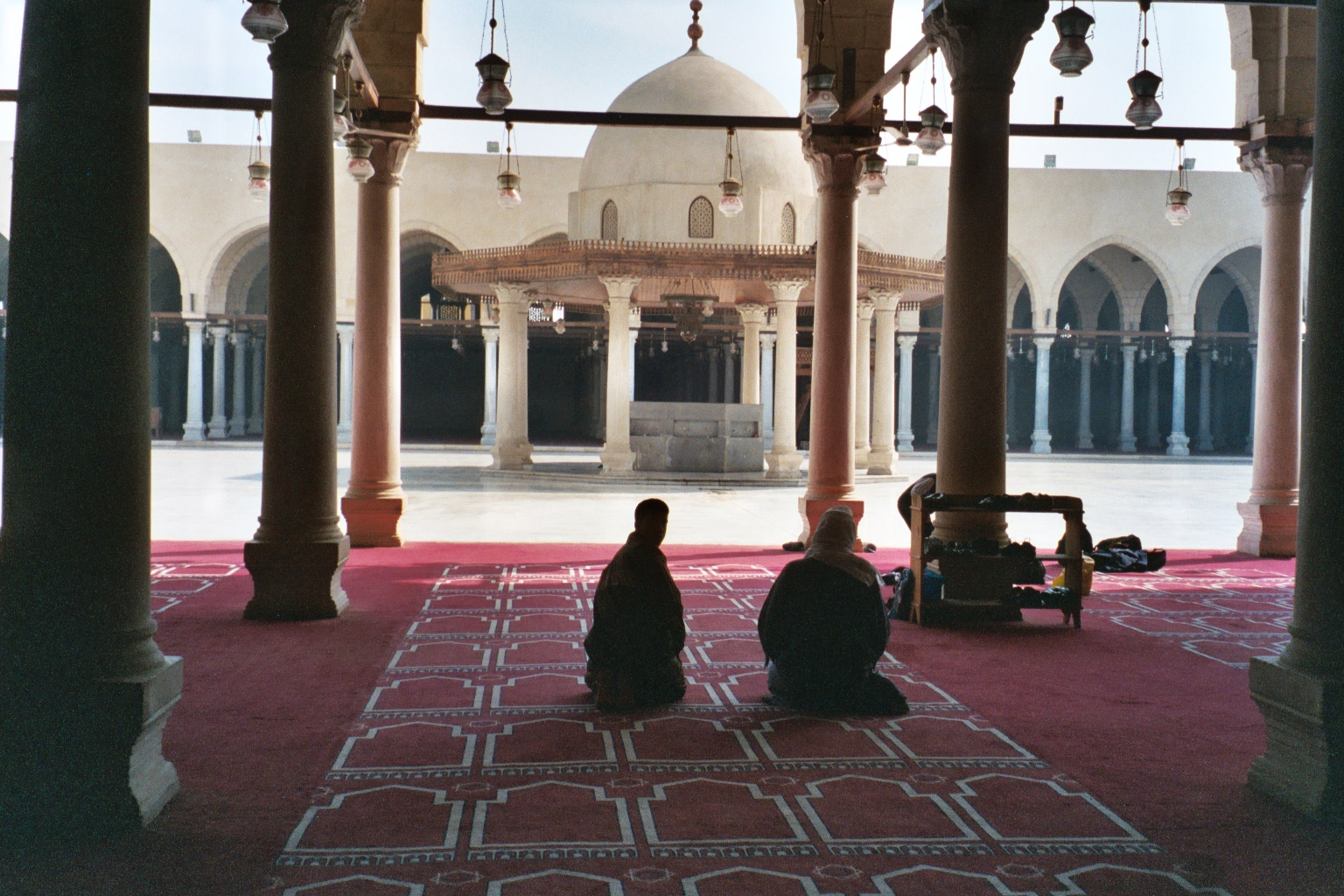
Mesquita de Anre
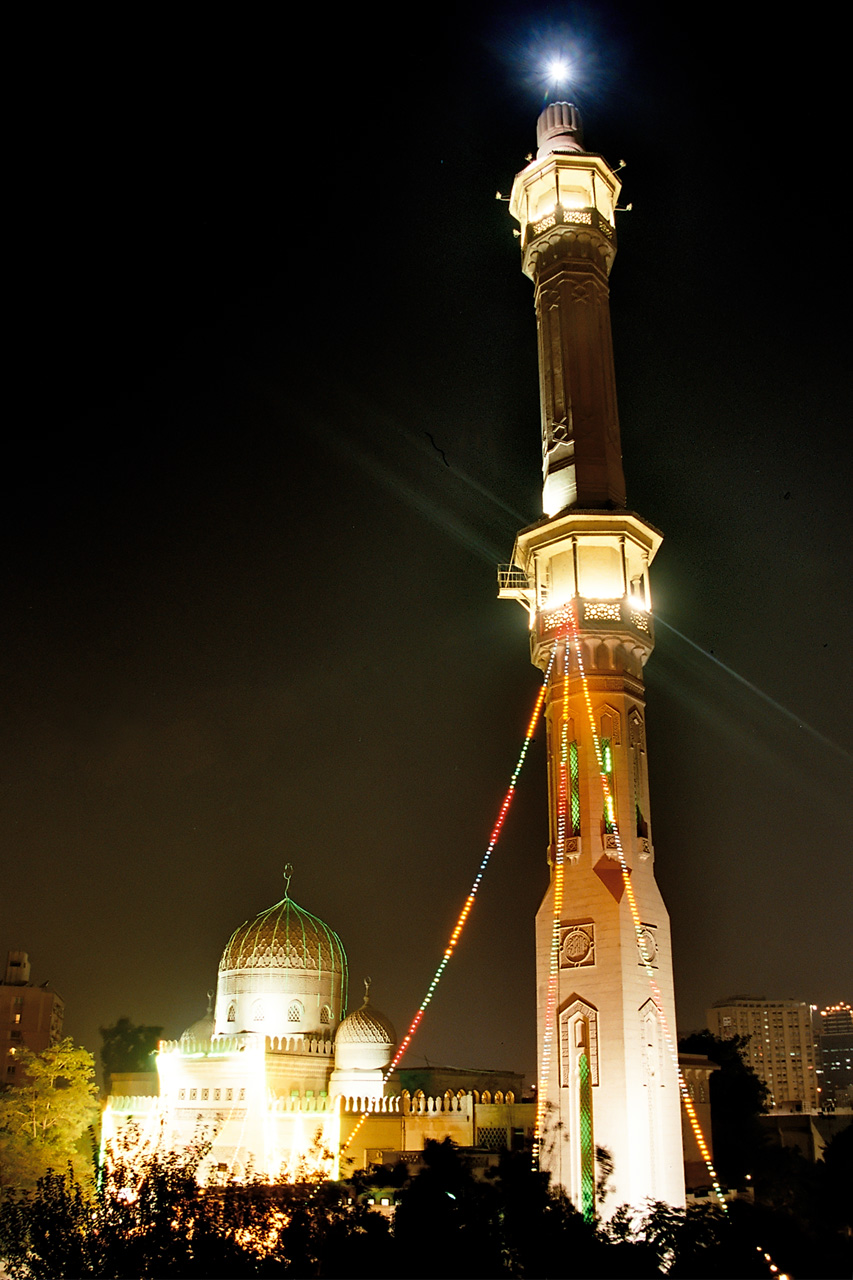
Uma mesquita em Mohandessin durante o Ramadão
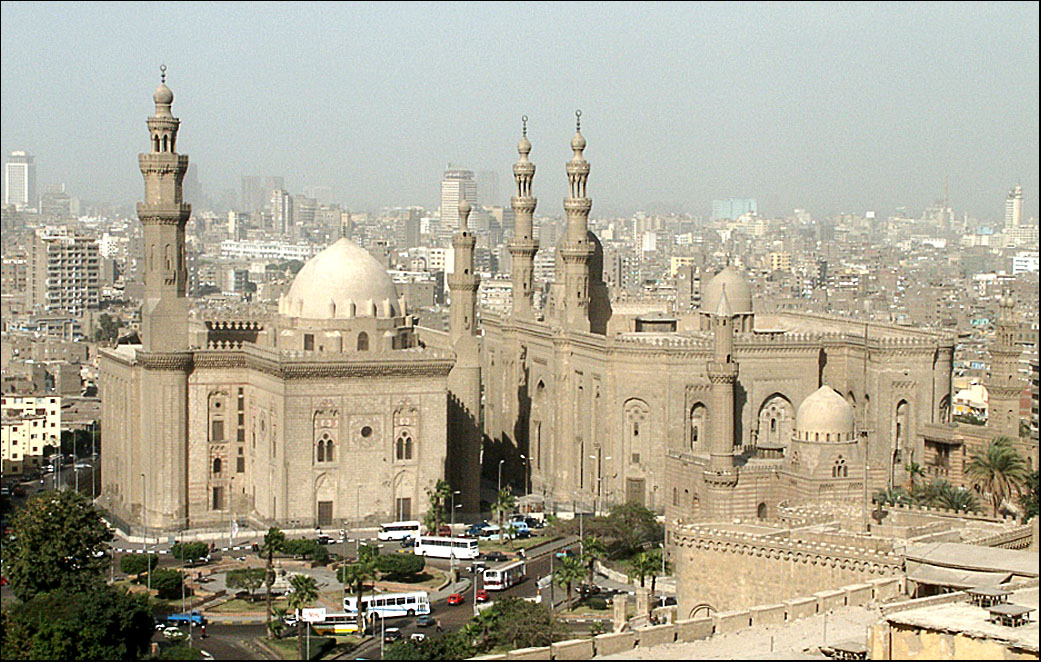
Mesquita do sultão Haçane (esquerda) e Mesquita de Arrifai (direita)
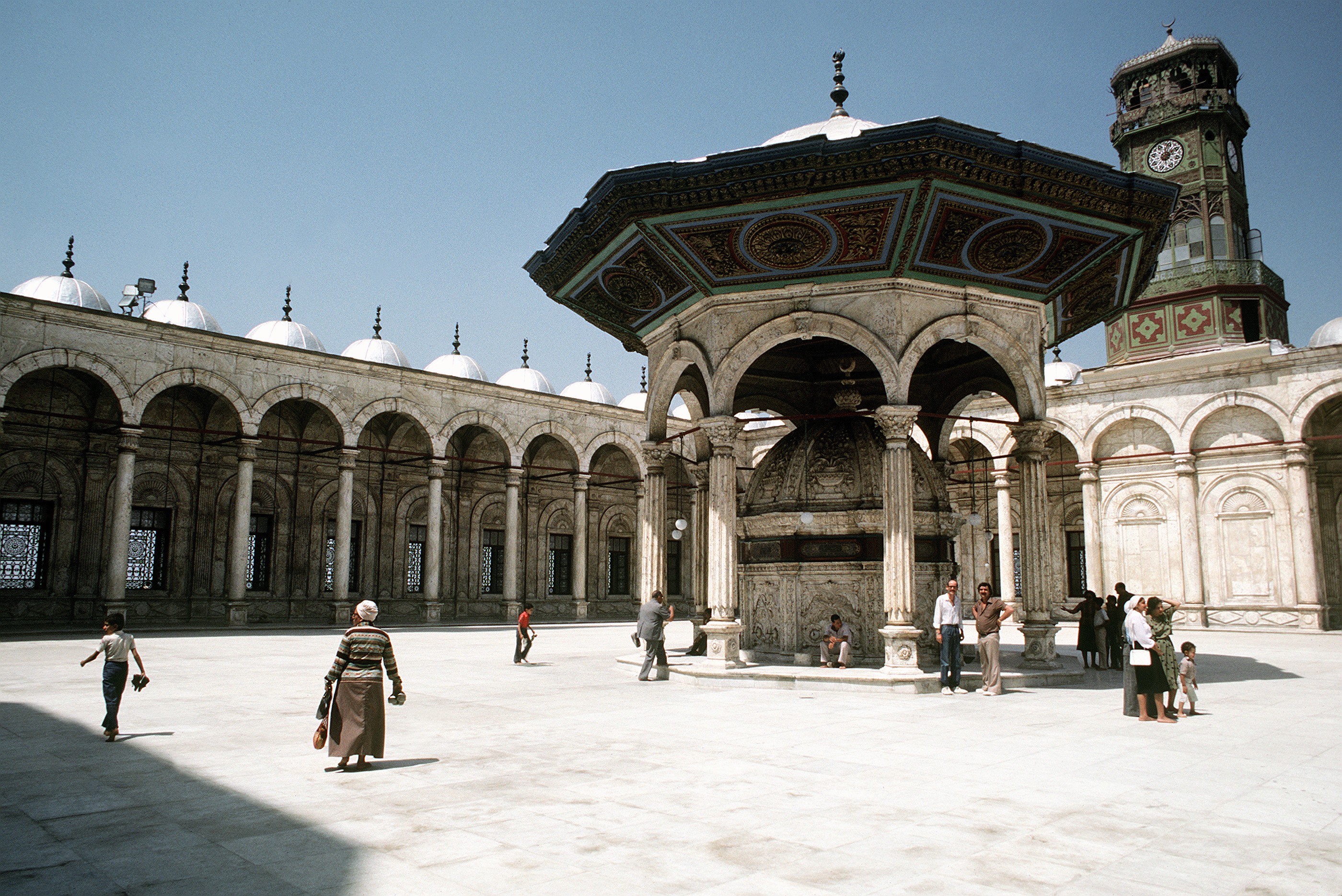
Mesquita de Maomé Ali